# КК Старт Лублин
КК Старт Лублин (пољ. Start Lublin) је пољски кошаркашки клуб из Лублина. У сезони 2016/17. такмичи се у Првој лиги Пољске.

## Историја
Клуб је основан 1953. године. Од сезоне 2014/15. такмичи се у Првој лиги Пољске.

## Познатији играчи
- Стефан Балмазовић
- Марко Поповић